# ما در برابر دنیا (ترانه کلدپلی)
«ما در برابر دنیا» ترانه‌ای از گروه موسیقی آلترنتیو راک کلدپلی است. این ترانه در آلبوم مایلو زایلوتو قرار داشت.